# 바젤슈타트주
바젤슈타트주(독일어: Basel-Stadt)는 스위스 북부에 있는 주이다.

## 개요
스위스 북부 라인강에 면하여 바젤란트주에 둘러싸여 있으며, 북쪽 경계는 독일·프랑스와 국경을 이룬다. 1501년 바젤주로 연방에 가입했지만 농촌과 도시 지역의 대립으로 인해 1833년 농촌 지역은 바젤란트주로, 바젤시를 중심으로 한 도시 지역은 바젤슈타트 주로 된 반주(半州) 형태로 분리되었다. 1999년 반주 제도는 폐지되어 두 주는 동등한 지위의 스위스 연방 구성주가 되었다.
바젤슈타트주는 면적이 37 km2에 불과, 스위스 연방 26개 구성 주 중 가장 좁으나, 다양한 산업이 발달하여 중요한 위치를 차지한다. 주는 바젤시와 소도시인 베팅겐, 리엔의 세 자치단체로 구성된다.

## 같이 보기
- 제약산업